# G.E. Berrios
German E. Berrios (ur. 1940 w Tacna) – brytyjski psychiatra peruwiańskiego pochodzenia.

## Życiorys
Absolwent Universidad Nacional Mayor de San Marcos i Corpus Christi College na uniwersytecie w Oksfordzie. Specjalizował się w historii i filozofii nauki, neurologii i psychiatrii. Od 1973 do 1976 wykładał psychiatrię na University of Leeds.
W 1989 założył czasopismo „History of Psychiatry” i do dziś jest jego redaktorem.
Zajmuje się przede wszystkim powikłaniami psychiatrycznymi chorób neurologicznych i historią psychopatologii. Autor czternastu książek i około 400 artykułów. 

## Życie prywatne
Żonaty z Doris Alvarado Contreras, mieli czworo dzieci: Germana Arnaldo, Francisco Javiera, Claudio Fabricio i Rubena Ernesto.